# Laventiana annectens
Laventiana annectnens — викопний вид приматів родини Капуцинові (Cebidae). Скам'янілі рештки знайдені у пластах формації La Venta в Колумбії. Вид займає проміжне становище між родом саймірі (Saimiri) та родиною Ігрункові (Callitrichidae).